# Burs
Burs är en bebyggelse i Gotlands kommun i Gotlands län och kyrkby i Burs socken. Bebyggelsen var mellan 2005 och 2020 av SCB klassad som en småort.
I Burs ligger Burs kyrka.

## Samhället
Den gamla fattigstugan är också museum. Där kan man bland annat beskåda jätten Edmans skor. I ett mindre hus på fattigstugans tomt är ett skolmuseum inrymt. Här har samlats material från den numera nedlagda skolan i Burs.
Såidemuseet, fattigstugan och skolmuseet sköts av Burs hembygdsförening.
Gustaf Edman (1882-1912), som med sina 242 cm är Sveriges längsta man någonsin, står staty i trä och naturlig storlek i sin hemsocken Burs.

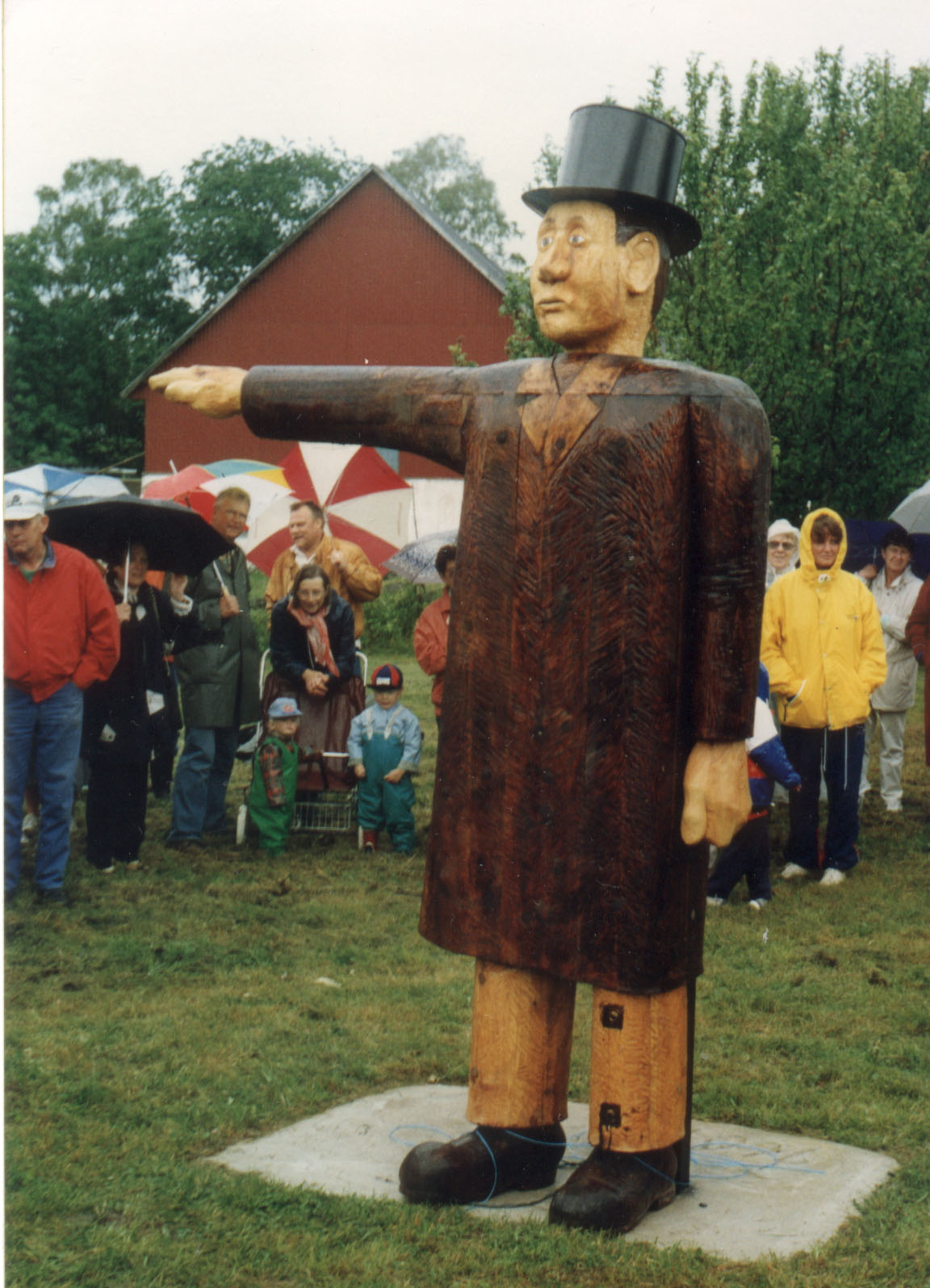
Staty av trä föreställande jätten Edman, upprest 1996.